# 마에사와정
마에사와정(前沢町)은 이와테현 이사와군에 있었던 정이다. 특산인 마에사와규(前沢牛)가 유명하다. 2006년 2월 20일에 에사시시·미즈사와시·이사와정·이카와촌과 합병해, 오슈시의 일부가 되어 소멸했다.

## 교통

### 철도
- 동일본 여객철도
  - 도호쿠 본선

### 도로
- 도호쿠 자동차도
- 국도 4호선